# Start a Fire (singel Margaret)
Start a Fire – singel Margaret, wydany 21 sierpnia 2014, promujący jej debiutancki album studyjny Add the Blonde, oficjalny hymn Mistrzostw Świata w Piłce Siatkowej Mężczyzn 2014. Utwór stworzyli Thomas Karlsson, Mats Tärnfors i sama piosenkarka.
Przebój znalazł się na 10. miejscu listy AirPlay, najczęściej odtwarzanych utworów w polskich rozgłośniach radiowych.

## Geneza utworu
Polski Związek Piłki Siatkowej zwrócił się do Margaret z prośbą o stworzenie oficjalnego hymnu Mistrzostw Świata w Piłce Siatkowej Mężczyzn, odbywających się w 2014 roku w Polsce. W tym celu wokalistka nagrała utwór „Start a Fire”. Większa część tekstu piosenki powstała w języku angielskim, ale znalazły się w nim także fragmenty w języku polskim, który po raz pierwszy pojawił się w utworze piosenkarki. Kompozycję napisali i skomponowali Thomas Karlsson i Mats Tärnfors, z czego autorką słów w języku polskim była sama artystka.
Utwór w drugiej wersji (w całości w języku angielskim) został umieszczony na debiutanckim albumie studyjnym Margaret – Add the Blonde, a zarazem stał się drugim singlem promującym wydawnictwo.
Artystka o piosence powiedziała:

Bardzo się cieszę, że dostałam taką szansę. To było dla mnie duże wyzwanie, żeby coś takiego stworzyć. To coś, czego się nie robi na co dzień. Tu najważniejsi są przede wszystkim kibice i to, żeby się dobrze bawili, żeby przez muzykę mogli dopingować. Przy tworzeniu tej piosenki myślałam przede wszystkim o kibicach, o atmosferze doskonałej zabawy i o tym, żeby piosenka zagrzewała do walki.

## Premiera i wykonania na żywo
Singel został premierowo zaprezentowany przez wokalistkę 18 sierpnia 2014 w Kraków Arenie przed ostatnim meczem w ramach XII Memoriału Huberta Jerzego Wagnera, transmitowanym na żywo za pośrednictwem telewizji Polsat Sport. Podczas występu rejestrowane były ujęcia do teledysku towarzyszącemu utworowi. 21 sierpnia w radiu RMF FM odbyła się premiera radiowa singla.
30 sierpnia Margaret wykonała piosenkę na Stadionie Narodowym w Warszawie podczas ceremonii otwarcia Mistrzostw Świata w Piłce Siatkowej Mężczyzn 2014. Wydarzenie było transmitowane na żywo w ponad 168 krajach. Artystka zaprezentowała również kompozycję 18 września przed meczem reprezentacji Polski i Rosji w Atlas Arenie w Łodzi oraz 21 września w katowickim Spodku na zakończenie ceremonii wręczenia medali siatkarskich mistrzostw świata.

## „Start a Fire” w radiach
Nagranie było odtwarzane przez rozgłośnie radiowe, w tym ogólnopolskie takie jak RMF FM, Radio Eska czy RMF MAXXX. Utwór był również notowany na wielu radiowych listach przebojów m.in. na 1. miejscu na POPLiście i Gorącej 20.
Utwór dotarł do 10. miejsca na liście AirPlay – Top, zestawiającej najczęściej grane utwory w polskich stacjach radiowych.

## Teledyski

### Pierwsza wersja
27 sierpnia 2014 za pośrednictwem strony internetowej Radia Zet odbyła się premiera teledysku do piosenki w wersji promującej Mistrzostwa Świata w Piłce Siatkowej Mężczyzn 2014. Klip wyreżyserowała Agata Tadra, a za produkcję odpowiadała Telewizja Polsat.
- Reżyseria: Agata Tadra
- Montaż: Adrian Chmielewski
- Postprodukcja: Adam Mendyk, Katarzyna Oleksowicz, Michał Dziedzic, Wojciech Ryng
- Produkcja: Telewizja Polsat

### Druga wersja
18 września na portalu internetowym Onet.pl odbyła się premiera drugiego teledysku, zrealizowanego do utworu w wersji albumowo-singlowej (w całości po angielsku). Reżyserką wideo była Olga Czyżykiewicz. W klipie zostały poruszone tematy tabu takie jak homoseksualizm, życie seksualne niepełnosprawnych czy walki sportowe niewidomych dzieci.
- Reżyseria i scenariusz: Olga Czyżykiewicz
- Zdjęcia: Mateusz Zwoliński
- Asystent kamery: Adam Romanowski
- Zarządzanie produkcją: Aleksandra Cywka
- Scenografia i kostiumy: Anna Tomczyńska
- Makeup: Monika Gałecka, Anna Piechocka
- Montaż: Piotr Wójcik
- Produkcja: Rafał Krus (Agencja Aktorska RolePlay)
- Wystąpili: Halina Szurmiej, Katarzyna Hajduga, Kamil Szeptycki, Krystyna Olejniczak, Jakub Kowalski, Aleksander Stefański, Margaret

Wideo znalazło się na 4. miejscu na liście najczęściej odtwarzanych teledysków przez telewizyjne stacje muzyczne.

## Notowania

### Pozycje na listach airplay
| Kraj   | Lista (2014)      | Najwyższa pozycja |
| ------ | ----------------- | ----------------- |
| Polska | AirPlay – Top     | 10                |
| Polska | AirPlay – Nowości | 1                 |
| Polska | AirPlay – TV      | 4                 |

### Pozycje na listach przebojów
| Kraj   | Lista (2014)                              | Najwyższa pozycja |
| ------ | ----------------------------------------- | ----------------- |
| Polska | Radio Bielsko (Codzienna Lista Przebojów) | 3                 |
| Polska | Radio Eska (Gorąca 20)                    | 1                 |
| Polska | Radio Szczecin (SLiP)                     | 5                 |
| Polska | RMF FM (POPLista)                         | 1                 |

## Wyróżnienia
| Rok  | Konkurs                  | Kategoria                   | Rezultat    |
| ---- | ------------------------ | --------------------------- | ----------- |
| 2014 | Gorąca 100               | 100 największych hitów 2014 | 31. miejsce |
| 2014 | Przebój roku RMF FM 2014 | Przebój roku                | 34. miejsce |